# 花狩まい
花狩 まい（かがり まい、2000年11月20日 - ）は、日本のAV女優。イラストレーター。ライフプロモーション所属。

## 略歴
2021年4月にAVデビューし、デビュー第2作『まだAV2本目だけど中出し解禁!! おマ○コから溢れ出る精子ドロリを描きたくて… はじめてのナマ中出し』がロングヒットして話題となり、以降、女子校生から人妻、子持ちの役までこなす企画単体女優として幅広く活躍する。
パチンコやパチスロ、麻雀好きが高じて、2021年7月にYouTubeチャンネル『花狩まいのギャンブルTV』を開設。
月刊FANZA発表・このAV女優がすごい!2021年冬・女優編第4位。2022年4月、『マザコンおやじに来る日も来る日も乳首をもてあそばれ開発され乳首イキを覚えてしまったワタシ。花狩まい』が4月18日週FANZAレンタルフロアウィークリーランキング1位を獲得。2022年5月に発表されたアサヒ芸能「2022現役AV女優SEXY総選挙」で第49位。
2022年3月21日週FANZA動画フロアランキングにおいて、出演作の『女子会してるお宅にM男くんが突撃参加! お泊り女子会で夕方から朝がくるまで一日中犯●れて小悪魔中出しされる! 白桃はな 花狩まい』が1位を記録。4月18日週レンタルフロアランキングにおいて『マザコンおやじに来る日も来る日も乳首をもてあそばれ開発され乳首イキを覚えてしまったワタシ。花狩まい』が同じく1位を記録。
2022年12月1日、DMM GAMES「クリムゾン妖魔大戦 新キャラクター声優公開オーディション」にエントリー。
2023年5月に発表されたアサヒ芸能「2023現役AV女優SEXY総選挙」第31位。出演作の多さ、役柄の幅の広さでランクを上昇させた。
2023年7月10日週FANZA動画フロアランキングにて、出演した2022年発売の『ホイホイぱんち 23 素人ホイホイZ・個人撮影・美少女・マッチングアプリ・ハメ撮り・素人・SNS・裏アカ・顔射・巨乳・スレンダー・2発射』（発売：素人ホイホイ/妄想族）が1位を記録。
イラストレーターとしても活動しており、ココナラを通して仕事を受け付けている。

## 人物
- 青森県出身[17]。高校生の頃は軽音部に所属。デビュー前はマクドナルドで働いていた[17]。高校は工業高校であり、自動車整備や溶接なども一通りできる[3]。
- 高校1年生の16歳で初体験する[17]。18歳の時に彼氏から乳首を毎日1時間触られて調教された経験を持ち、生粋のドM気質である[6]。デビューまでの経験人数は20から30人[6]。思い出に残るセックスは、彼氏がニューハーフの友達のイチモツをしゃぶっている様子を目撃した後の3Pで、ゾクゾクするほどに興奮したと語っている[6]。
- 好きな音楽はボカロ曲やコアな洋楽[17]。趣味はお絵描き、特技はデザイン[1]。麻雀、車、パチンコ、パチスロなども好んでおり、新村あかり、玉木くるみの2人からは「男を煮しめたような趣味」と言及されている[3]。
- 週刊プレイボーイでは叩かれて赤くなる淫靡な尻という意味で「淫尻」のキャッチコピーを付けられた[18]。

## 作品

### アダルトビデオ
- ワタシ、自分のセックス描きたいです!! 新人 AV DEBUT ボーイッシュと可愛いの間 花狩まい 20歳（4月13日、MOODYZ）
- 全力交尾女子 新世代の白肌美少女が実は半年後に結婚を控えているマリッジガールでした。 美白の宝庫 青森県出身 花狩まい 20歳（4月25日、kawaii*）
- まだAV2本目だけど中出し解禁!! おマ○コから溢れ出る精子ドロリを描きたくて… はじめてのナマ中出し（4月25日、本中）[19][20]
- 教え子2人を48時間犯し続けて、俺無しでは生きていけないカラダにしてやった。松元いちか 花狩まい（6月7日、アタッカーズ）
- ゆきずりの温泉不倫 〜貴方が見てくれないから…私、他の男に抱かれました。〜（7月7日、マドンナ）
- 出会って即生ハメ!即中イキッ!中出し直後のビクッビクンってイッてる時に激ピストン再開!「もうイッてるってばぁ!」抵抗を無視して追撃ピストン連続中出し!!（7月25日、本中）
- 【素人強姦撮影】 女子大生種付け記録動画 勝手にAV化 まい(20歳)大学生（7月25日、ナンパJAPAN）
- 初めて男を痴女ってくるドM娘がめっちゃ可愛すぎたので… 100倍返しの追撃ピストンでお返し中出し絶倫性交（8月1日、MOODYZ）[21]
- あの日から…兄の性処理を始めて10年になりました。 引きこもりゴミ部屋の中で性欲ムキ出し【兄妹相姦】の成長記録。（8月13日、MOODYZ）
- 尊敬していた上司達に… 社員旅行中にまさかの集団拷姦されました… 喉奥とマ○コを何度も何度も激しく嬲られて…（8月13日、ダスッ!）
- 羞恥! 素人VSマシンバイブ 彼氏連れ素人娘をマシンバイブでこっそり攻めまくれ! 20 激安居酒屋にマジックミラー特設スタジオを設置 夏を楽しむ美肌露出多めの奔放な女子大生に中出し!!編（8月26日、サディスティックヴィレッジ）
- 田舎の工業学校は暇すぎて毎日パンチラ誘惑でデカチン漁りしかヤルことがない!（9月7日、ワンズファクトリー）
- マザコンおやじに来る日も来る日も乳首をもてあそばれ開発され 乳首イキを覚えてしまったワタシ。（9月21日、エムズビデオグループ）
- 濡れてテカってピッタリ密着 神スク水 可愛い女子のスクール水着姿をじっとりと堪能!着替え盗撮から始まり貧乳から巨乳にパイパン、ハミ毛、ジョリワキ等のフェチ接写やローションソーププレイやスク水ぶっかけ等を完全着衣で楽しむAV（9月23日、親父の個撮）
- 真面目な国立大生のみなさん! 「あなたの自宅で早漏に悩む童貞君の暴発改善のお手伝いしてくれませんか?」 地味でうぶな女子大生が早漏すぎる童貞君にキュンキュンしちゃって生中出し筆おろしSPECIAL!（9月24日、赤面女子）
- クラス1の優等生はオレ(担任)の即尺フェラペット（10月5日、MOODYZ）
- 令嬢調教 地獄の30日間 身も精神も犯され、孕むまで子宮に注がれ続ける下卑た男達の精液 花狩まい（10月12日、オーロラプロジェクト・アネックス）
- 妹の未使用マ○コに中出し 花狩まい（10月12日、K-Tribe）
- ガチナンパ! さっきまで赤の他人女子の生ハメSEX ヤリまくりイキまくり中出し11発! + 60分増量SP!（10月15日、ナンパーズ）
- 「イった! イった! イったからぁ!」 新卒入社で断れない女子社員の同伴絶頂温泉旅行 学生デキ婚しちゃったシングルマザー 花狩まい（10月26日、オーロラプロジェクト・アネックス）
- 不良生徒の巣に堕ちた美人教師 花狩まい（11月2日、グローリークエスト）
- 新放課後痴女美少女回春リフレクソロジーSpecial 花狩まい（11月9日、宇宙企画）
- 女子会してるお宅にM男くんが突撃参加! お泊り女子会で夕方から朝がくるまで一日中犯されて小悪魔中出しされる!（11月16日、MOODYZ）
- 近親相姦が溶け込んだある父娘家庭の日常 花狩まい（11月16日、K-Tribe）
- 地味子な教え子と相部屋ラブホで生中出し子作り不倫セックスに明け暮れた私。色白美肌美少女 まいちゃん（11月16日、ゾクゾク娘/妄想族）
- 家出女子●生を拾う。僕だけの性処理玩具として育てていく。Vol.001 出会い系アプリで見つけた言いなり美少女と気が狂うほどヤル 神待ち美少女孕ませ（11月16日、ゾクゾク娘/妄想族）
- 恐怖で震え上がる無抵抗な制服少女を無理矢理レ●プ中出し 完全撮り卸し240分10人（11月16日、無垢）
- 最終電車で痴女とまさかの2人きり! J○Ver向かいの座席でパンチラしてくる小悪魔女子○生の誘惑で勃起したらヤられた VOL.2（11月25日、DANDY）
- 募集素人若奥様マシンバイブチャレンジ! 最後まで潮を吹かなかったら100万円! 負けたら中出しSEX! Vol3（11月25日、サディスティックヴィレッジ）
- 【童貞君を探し出して筆おろしセックス出来たら100万円!?】 親友の素人娘2人が童貞求めてはじめての逆ナンパ!! SNS、マッチングアプリもフル活用!! 見つけ出した童貞ち●ぽを奪い合うハーレム筆おろし! 生中しすぎてキンタマ枯渇!!（11月26日、赤面女子）
- 乳首舐めベロちゅう手コキ（12月7日、グローリークエスト）
- カフェ娘連鎖痴漢 3 営業中の店内でイキ堕ちた言いなり店員を利用する数珠つなぎ痴漢計画（12月9日、ナチュラルハイ）
- 可愛すぎる会社の部下と相部屋ホテルでひたすら朝まで不倫SEXに明け暮れた飲み会終わりの一夜。花狩まい（12月14日、宇宙企画）
- 【完全主観】同じ職場の憧れの受付嬢とヤリたい放題性交 Vol.006（12月14日、BAZOOKA）
- 気弱なボクはAVを見たがるクラスの女子が家に来ても断れない…。しかもAVを見て勝手にエッチな気持ちになった女子がボクの股間を触ってきても何も言えない。そうボクは彼氏ではなく、その場でヤラれるだけの男子! しかもしかも最後はボクが拒否してもカニばさみロックで中出しさせられちゃいました!（12月14日、Hunter）
- 【完全主観】天使のように優しい保育士さんは童貞くんに授乳手コキで母性覚醒!! グチョ濡れマ●コで素股プレイ中にヌルっと生挿入! 恥じらい筆下ろしSEX 保育業界で働く女性はエッチだった件! SP Vol.002（12月21日、ゾクゾク娘/妄想族）
- 暗がり主観映像でヌキやすい! 突然現れた女の子にいきなりフェラされて2連続発射（12月23日、DANDY）
- 「ダメ! イクッ! 奥が壊れる! 壊れるって!」 ～絶頂白濁娘～ 絶倫先生たちの乱交サークルに捕まった制服美少女の絶頂指導を密着撮り 花狩まい（12月28日、オーロラプロジェクト・アネックス）

- 嫌いな義父に夜這いされて…。 花狩まい（1月4日、ワンズファクトリー）
- 父親が社員旅行で不在の隙にずっと憧れていた義母とヤリまくり中出し生活 花狩まい（1月11日、VENUS）
- アパートの隣に引っ越してきたシングルマザーは、明るい雰囲気を出しながらもいつも寂しげ…（1月11日、Hunter）
- 挑発的小悪魔ブルマ娘 まい 花狩まい（1月13日、フェチ眼）
- 「今日からお前がお母さんの代わりだ」 母が出ていった日から、顔も乳首もそっくりな私は義父に乳首責め中出しされ続けています… 花狩まい（1月18日、MOODYZ）
- 病みカワ系アイドル ラブホ密会映像 本能を曝け出す生々しいコスプレ × オフパコ中出し 花狩まい（1月18日、無垢）
- 某大手アプリ予約殺到のレンタル彼女登場!『本当はダメだよ…』奥手男子からドS男までエッチな濃厚サービスで願望を叶える皆の理想の彼女 花狩まい（1月18日、FOCUS/妄想族）
- 平然を装い見事成功で賞金100万獲得! オシッコ我慢中に彼氏へのナマ電話「ゼッタイ感じちゃダメッ!」 トライ! イタズラ性感checkで足腰ガクブルしちゃう制服女子お漏らしアクメ 03（1月18日、はじめ企画）
- 愛する夫の為に、私は彼の上司と寝ます。 花狩まい（1月20日、プラネットプラス/七狗留）
- 小悪魔挑発美少女 花狩まい（1月25日、MARRION）
- 喉奥で濡れるドM美少女女子校生…いちゃラマ（いちゃいちゃイラマチオ）SEX2美少女3人260分はずれなし!!（1月27日、ひよこ）
- 彼女の妹をキメセクでケツ穴丸見えのままイキ狂う敏感体質に仕込み、アナルをヒクヒクさせながら絶頂する中出し肉便器に仕上げた。 花狩まい（2月1日、LUNATICS）
- セーラー服美少女と完全主観従順性交 Vol.010（2月8日、BAZOOKA）
- 終電を逃した酔っ払った同僚とホテルで相部屋に…あまりの無防備な姿に我慢出来なくなって…Vol.016（2月8日、S級素人）
- むちむちデカ尻 神ブルマ ロリ美少女やぽっちゃり娘にピチピチブルマ&体操着を着せ、ハミパン、ムレムレワレメを毛穴まで見えるほどの超ドアップ接写! さらに尻コキ、着衣お漏らし放尿やブルマぶっかけ等ブルマ好きに送る完全着衣フェチAV 花狩まい（2月10日、親父の個撮）
- 性欲旺盛な甥っ子が寝ている間にチ○ポをしゃぶり夢精汁を毎日ごっくんしていた欲求不満な叔母は中出しされても怒らない（2月10日、ナチュラルハイ）
- J○2人組W指マン痴漢 友達の近くで愛液が滴るほど感じてしまう汁垂らし娘たち（2月10日、ナチュラルハイ）
- 新卒フレッシュ女子社員応援! 1000ピストンで賞金10万円の腰フリディルドーチャレンジ! 「こんな大きいの入りませんよ～照」と言いながらも膣奥を刺激されると清楚な見た目からは想像もつかない卍汁飛び散るヤリマン騎乗位で何度も絶頂潮吹き! 追い打ちナマ挿入で中出しも拒めない!（2月10日、サディスティックヴィレッジ）
- あの日からずっと…。 緊縛調教中出しされる制服美少女 花狩まい（2月15日、無垢）
- 学生だった私を強姦したレ×プ魔が刑期を終え、人妻になった私を再び犯す 10年越し種付け追姦 花狩まい（2月15日、溜池ゴロー）
- 血のつながりがないと知った僕と妹…本当は両想いなのに、他の男にヤられる妹を見てしまい欲望が爆発した僕はついに妹を犯してしまい… 花狩まい（2月22日、ROYAL）
- 個人撮影で頑なにSEXを拒む女子○生に媚薬を盛ったら強力すぎてぶっ倒れたので… 痙攣睡姦中出し（2月23日、ナチュラルハイ）
- 『本当にすぐイッちゃうんだね♡』 早漏の悩みをバイト先の先輩（現役女子大生）に2人きりで相談したら何度も射精のお手伝いをしてくれた（2月23日、DANDY）
- お前らチ○ポ洗って待っとけよ! M男クンの自宅にいきなり家凸! W小悪魔SEXデリバリー!! 白桃はな 花狩まい（3月1日、ワンズファクトリー）
- 家出少女とオジサンの小さな恋の物語 花狩まい（3月5日、プラネットプラス/アンビバレンツ）[22]
- ノーカットセレクション 新スーパースター降臨 花狩まい PREMIUM BEST（3月8日、宇宙企画）※単体ベスト
- 放課後レ×プジャンキー少女 私の性癖は、ズタボロにされること。 花狩まい（3月15日、ドグマ）
- 隣の団地妻が透けパンツで掃除している日は旦那不在で不倫OKのサイン 花狩まい（4月5日、溜池ゴロー）[23][24]
- カメラ壊してすみません! 照れ屋のおもらしカメラに直撃 花狩まい（4月5日、S-Cute）
- 唾液まみれで肢体を貪る親友強襲レズビアン 信じていた親友は私をつけ狙う下着泥棒でした 花狩まい 蓮見天（4月5日、ビビアン）
- うちの兄貴のチ○ポ、マジ絶倫で気持ち良いから、ウチにヤリに来ないー? 両親の不在中に義妹とその友達とお泊り中出し会 永瀬ゆい 花狩まい 沙月恵奈（4月5日、本中）
- 隣人隠し撮り動画 制服女子のナマ生態、トイレ、風呂、性癖丸わかり、自慰、密着性交、通年で粘着質に盗撮した全記録（4月5日、変態紳士倶楽部）
- 上司が近くにいる状況で娘をイラマして言いなりごっくんするまで喉奥と膣奥を突きまくった（4月7日、ナチュラルハイ）
- 唾液ダラダラ接吻痴漢 5 オヤジを虜にするほど密着して舐めまくる痴女子○生（4月7日、ナチュラルハイ）
- 細かいことはいいからヤろ？SNSでつれた人妻・JD・J○のハメ撮り9人収録!（4月7日、サディスティックヴィレッジ）
- 素人女子大生の皆さん! あなたの自宅で童貞君のオナニーのお手伝いしてくれませんか? ピュアで優しい女子大生がチェリー男子のかたーいおち○ちんにドキドキ発情!? 生中出し筆おろしSPECIAL!（4月22日、赤面女子）
- 母親の再婚相手のオジサンに毎日レイプされています。 花狩まい（5月3日、アタッカーズ）
- くそ生意気な家出メスガキに俺の家を乗っ取られた! ざこざこざぁ～こと罵られて大人のプライドを打ち砕かれて逆レ搾精されまくった 花狩まい（5月3日、かぐや姫Pt/妄想族）
- キスキスキス×100。ぷにぷに超やわらか薄ピンク唇とちゅっちゅちゅちゅっっ! キス魔セフレと始発までだらだら時間つぶし、接吻しまくりいちゃキスデート!!!（5月3日、こぐま/妄想族）
- あの時、もう一押しすればヤレたかもしれない検証企画 昔、バイトで一緒だった可愛い子（当時未成年）と3年ぶりに連絡とったらめちゃめちゃ可愛くなってたので即ハボ決定! まい（5月3日、ナンパJAPAN）
- 生アナル舐められ予備校生 2 ～flavors × マジックミラー便コラボ企画～ 授業帰りのむれむれ肛門の匂いを嗅がれケツ穴を舐めほじられ恥じらい悶絶イキ! 発情未成年オマ○コに生ハメされるとケツ穴ヒクヒク丸見えSEXでおねだり中出し!（5月3日、DEEP'S）
- 花狩まい M性覚醒! 全身汗だくにしながらイキ狂う中出しSEX（5月17日、TEPPAN）
- 【性処理】下水管少女《尿・体液・水を口に注ぎまくる汁レ○プ》僕の下水が溺れた少女の体を駆け巡る。 花狩まい（5月17日、ドグマ）
- 在宅勤務でリモートワーク中のOLさん会社に内緒で副業パパ活しませんか!? Vol.002（5月17日、素人まっちんぐEX/妄想族）
- 「もうイッてるってばぁ!」状態で何度も中出し! 花狩まい（6月7日、ワンズファクトリー）
- 羞恥! 教員採用試験を合格した新任女教師が医師も看護師も男の病院で男性教諭と一緒に着任前健康診断を受けさせられる 2022 本田瞳 佐野なつ 花狩まい（6月9日、サディスティックヴィレッジ）
- 今からこの大家族全員レイプします 花狩まい もなみ鈴 天然美月 あべみかこ 小早川怜子 天馬ゆい（6月14日、REAL）
- 俺のメス穴奴隷の義理妹2人は裏ではこっそり絶倫親父と中出ししまくりロリータ痴女だった… 横宮七海 花狩まい（6月21日、本中）
- 性欲が凄すぎる隣の女子大生に囲まれ何度も射精させられる誘惑剛毛おま○こハーレム 本田さとみ 花狩まい 百瀬あすか 早見依桜（6月23日、ナチュラルハイ）
- 仲良しクラスメイト《女子○生6人》が超全身舐め究極ハーレムご奉仕研究会//まだまだ知らない男性の性感帯をベロベロ探す課外授業にハニカミTRY（ ´∀｀ ）花びら青春中出し15発!!（6月24日、赤面女子）
- 人妻に媚薬を盛られて乳首イキしまくっちゃうほんのりマン毛女子○生キメレズセックス 花狩まい 小早川怜子（6月28日、レズれ!）
- チクビアン4 ビンビン乳首こねくりレズ性交（6月28日、レズれ!）
- 人妻さんいらっしゃい 僕の自宅でハメ狂った熟女さんをひっそりすべて盗撮しました。6（6月28日、お持ち帰り）
- 鉄フックマ○コ引き裂き失禁拷問 陸上部エース ドM覚醒アクメ漬け 花狩まい（7月5日、ワンズファクトリー）
- トリプル全集中! ≪乳首・亀頭・アナル≫男の快楽スポット3点責め中出しハーレム学園! 白桃はな 花狩まい 倉本すみれ（7月5日、MOODYZ）
- 座ったままの男を一切動かさないS字尻振り騎乗位で骨抜きにする美尻キャビンアテンダント（7月7日、DANDY）
- かわいい嫁の白き肉体 お義父さんにおしおきされて‥ 花狩まい（7月12日、ながえSTYLE）
- どこでもおしっこ! 素人娘の大放尿38人 スロー再生でじっくり鑑賞できるマニア向け映像 6（7月12日、かぐや姫Pt/妄想族）
- 自画撮り白濁汁ダラダラ滴る激振り尻ピストンディルドオナニー（7月15日、プリモ）
- 禁断介護 花狩まい（7月19日、グローリークエスト）
- アナル舐めさせ小悪魔人妻 上司の奥さんがヒクヒク尻穴で下品に杭打ち中出し 花狩まい（7月19日、溜池ゴロー）
- Wナンパで清楚系ビッチGETだぜッ! 大乱交! 中出しスワップパーティ!! 久留木玲 × 花狩まい（7月19日、ABC/妄想族）
- 絶対領域 逆ナン美少女ハーレム すべすべな可愛い娘の太ももに囲まれ! 挟まれ! 身動き出来ず、何度も射精させられる! 森日向子 松本いちか 花狩まい 木下ひまり（7月19日、MOODYZ）
- 突然、どろっどろ精子が降り注がれる日常 「常にぶっかけ」女子○生 ～夏休み編 ～ 学校の外だって精子は大量に顔に降り注がれる! たっぷり濃厚56発224mlザーメンを顔面射精!（7月21日、SODクリエイト）
- 拘束スローピストンレイプ 2  ゆっくり生チ○ポを挿し込み中出しまでの反応を楽しむ鬼畜オヤジに犯された女（7月21日、ナチュラルハイ）
- 素人バラエティ 合宿に来ていた水泳部スレンダーJ○の競泳水着を脱がせて背後からノンストップ乳首責め 敏感なおっぱいの先っちょをしつこく攻められ腰をクネらせて人生初のビーチク失禁イキ潮!! 発情オマ○コを激ピスされたら中出しもすんなりOKしちゃう!?（7月21日、サディスティックヴィレッジ）
- 俺の素人Z+PLUS 弐号機（7月22日、俺の素人Z+PLUS）
- ULTRA SWEET 赤貝 美少女戦士強制淫覚悶絶調教 ～無惨なり快楽狂い聖女の淫肉～ 花狩まい（7月26日、AVS collector’s）
- 「1週間わたしのアナル舐め続けたら付き合ってあげる」 クラスの陰キャ男子に告白されたから… いつでもどこでもアナル舐めさせ小悪魔痴女生活。 花狩まい（8月2日、MOODYZ）
- 県立進学校陸上部春季合宿【わいせつ行為】【盗撮】【動画流出】【炎上】（8月4日、素人39）
- イってるってばぁぁ!! 中出し要求してくるほどアヘアへに感じる乳首ッチ 妹の友達に媚薬飲ませたら発達途中の乳首にだけ効果が現れ服にコスれるだけでイっちゃう敏感乳クリの出来上がり! 花狩まい（8月9日、ROYAL）
- 完全顔出し現役ナースをガチナンパ! 白衣の天使がEDに悩む男を改善! ギン勃ちしたら喜んで中出しセックスまでさせてくれました! 4（8月11日、アイエナジー）
- 素人バラエティ 田舎のお嬢様学校のJ○が挑戦するギチ詰めローターチャレンジ! ひとつ挿入できたら5万円 ローターを膣口が閉まらなくなるまでマ○コに挿入! 勝ったら賞金総取り、負けたら即ハメ中出し! キツマン・ガン詰め脱出ゲーム!（8月11日、サディスティックヴィレッジ）
- ゾウさんパンツでフェラ12人 ブリーフの先っちょからチ●ポを引っ張り出して喉奥でグポグポする気持ちいいフェラチオ 7（8月16日、かぐや姫Pt/妄想族）
- カミングアウト 本当の私を見てください。 私はネガティブで自信なんて持てない。ただ唯一ぐちゃぐちゃにされると自信が持てる。 叶わぬならむしろ可哀そうに物扱いして下さい。AV女優 花狩まいの性癖告白ドキュメント（8月23日、えむっ娘ラボ）
- ヌキやすさに全振りした完全主観フェラチオ（8月23日、SEX Agent/妄想族）
- ウブで可愛い女子校生の皆さま! 「童貞君の早漏の悩みを解決してもらえませんか?」 好奇心旺盛な女子校生が早漏すぎる童貞君にキュンキュンしちゃって生中出し筆おろし!（8月25日、アイエナジー）
- 隣人のゴミ部屋で異臭中年おやじに抜かずの連撃中出し58発で孕まされた制服女子の末路… 花狩まい（9月6日、kawaii*）
- 拘束スローピストンでゆっくりチ○ポを抜き挿しされてイヤがる顔が次第にアヘアヘして中出し快楽堕ちする一部始終をじっくり観察されたJ●ちゃん 花狩まい（9月13日、アリスJAPAN）
- AV制作会社のADなら肉便器になっても当然だろww 無理矢理、性処理係任命! 行列の出来る鬼中出し追撃プレス 花狩まい（9月13日、ROYAL）
- 素人娘の全裸図鑑 26 今時の女の子12名が恥らいながら脱衣していく様子をじっくり撮影した、変態紳士のためのヘアヌードコレクション（9月13日、かぐや姫Pt/妄想族）
- 「前略… 死ぬほどムカつくおじさんに犯されたいん…です」 お母さんも親友の久美も知らない私がいるよ… 花狩まい（9月20日、山と空/妄想族）
- Let’sメスイキ! GOtoHEAVEN! ペニバン娘に掘られて悶絶! 肛門キャンキャンオールナイト! 花狩まい 沙月恵奈（9月20日、エムズビデオグループ）
- アナルのシワの数までハッキリわかる! ノーモザイク連続絶頂アナル見せオナニー 12（9月22日、アイエナジー）
- 喉ジュボ本番サービス イラマチオデリヘル（9月27日、REAL）
- 『バカ童貞! 中に出てるってば!』『ゴムしてるよ!』『ゴム破れてるよ! ダメ抜いて! 出し過ぎ!』 高速ピストンしたら義妹の膣内でゴムが破れて…。（9月27日、Hunter）
- 花狩まいの凄テクを我慢できれば生★中出しSEX!（10月4日、ワンズファクトリー）
- 終電肉便器 塾終わりの最終電車… 汚らわしい痴漢集団に来る日も来る日も無垢な肉体を弄ばれ痴漢アクメを覚えてしまったワタシ。 花狩まい（10月18日、エムズビデオグループ）
- 林間学校中のJ系ツケマワシ 青年の家不法侵入逆ギレ盗撮の記録（10月18日、山と空/妄想族）
- 入院している大嫌いな義父に性欲中出し処理されて… 花狩まい（10月25日、本中）
- 粘着ストーカーMの電車痴漢・自宅侵入記録 #81・82（11月3日、蜃気楼）
- 酔った勢いでレズNTR 彼氏のいるノンケの友達が可愛すぎて… 花狩まい 天然美月 もなみ鈴（11月8日、ビビアン）
- マスク女子の卑猥なフェラチオ素人娘 2 12人（11月8日、かぐや姫Pt/妄想族）
- 花狩まいで、ヌキまくりの383分!（11月8日、オーロラプロジェクト・アネックス）※単体ベスト
- 完全ノーカット 飲尿・浴尿・ぶっかけ全部乗せ グチュグチュに汚されたいドM美少女を連続喉奥絶頂させる溺れイキイラマチオ 花狩まい（11月15日、無垢）
- 素人なのにディルドオナニーで激しく感じちゃう一般人娘 10（11月15日、かぐや姫Pt/妄想族）
- 黒人解禁!! ブラックスイートルーム 温室育ちの社長令嬢は無残にも黒人達のおもちゃにされ… 壊れ… 花狩まい（11月22日、ダスッ!）
- 最強属性 57 花狩まい（12月2日、最強属性）
- 柔道合宿中の練習で痴姦部員にイキ堕とされた私… 嫌がる女子マネの動きを封じ敏感マ◎コイジくり潮吹き輪姦（12月6日、FunCity/妄想族）
- 制服緊縛 義父にお仕置き緊縛されて縄の味を覚えた無垢な体 花狩まい（12月13日、AVS collector’s）
- 気づけば大乱交! 大学デビューしたてのウブ女子大生たちの中に隠れヤリマンが1人! そんなヤリマン女子のペースに巻き込まれたウブ女子大生たちは…（12月13日、Hunter）
- 「まいちゃんが結婚したなんて!!」 20年の片思いが爆発した親戚の絶倫オヤジが性欲モンスター化! 媚薬監禁追撃中出しNTR 花狩まい（12月20日、溜池ゴロー）

- 呼べばボクのチ○ポを三つ巴で争奪する都合のいいハーレムセフレ3姉妹に何度も中出し 花狩まい 天馬ゆい 花音うらら（1月3日、kawaii*）
- 人生初彼女でまさかの三股交際! 初デート、初キッス、初SEX、初修羅場、初4P! 初めて尽くしの超モテキがボクに到来! 待ってました夢のハーレム性活!（1月10日、Hunter）
- 【個撮】どこでもフェラ 9 11人（1月17日、かぐや姫Pt/妄想族）
- 「い～っぱい舐めて柔らかくしてからお尻責めてあげる」 べろべろアナル舐めメスイキ痴女子校生の誘惑（1月26日、ひよこ）
- 行列が出来る中出し中毒公衆便女 濃厚オヤジの追撃種付けプレス20連発大乱交 花狩まい（2月7日、ワンズファクトリー）
- 唾液た～っぷりベロキス & 乳首舐めラッシュ! Wレロレロ小悪魔ビッ痴～ズ 花狩まい 柏木こなつ（2月7日、MOODYZ）
- 素人女子大生の皆さんww 青空の下で脳がトロける超濃密ベロキス体験してみませんか? 舌を絡ませる糸引き涎ダラダラディープキスで高まっちゃって!? とにかくキスキスキス生々しい接吻中出しSEXww 4（2月10日、赤面女子）
- HEY君! トゥクトゥクでパコろうよ! ねぇ? ギャルとハーレムかまさない? おち●ぽバカアゲトリップファック! 松本いちか 花狩まい（2月21日、kira☆kira）
- 逆3PオナニーサポートDXデラックス 花狩まい 倉本すみれ（2月21日、MOODYZ）
- うちらの好きなのなーんだ? 正解は… チン凸!! 握ったチ○コは離さねぇ!! WeLoveおち○ぽサークル小悪魔ハーレム中出し 沙月恵奈 花狩まい さつき芽衣（2月21日、MOODYZ）
- 飯場の性処理人形妻 花狩まい（2月28日、オーロラプロジェクト・アネックス）
- 美少女ヌード観察50人（2月28日、UMANAMI）
- 令和に咲いた次世代美少女 花狩まい6タイトル8時間BEST 小悪魔もドM気質もたっぷり14本番（3月7日、ワンズファクトリー）※単体ベスト
- 先生‥ 私達をいじめから守ってくれませんか…? 地味メガネ生徒2人から助けを求められたので、いじめから守ることを条件にW乳首ハラスメント 倉本すみれ 花狩まい（3月7日、MOODYZ）
- アナル舐めさせ小悪魔痴女 3 肛門クンニでむせるほど匂いと味を染みつかせケツ穴ヒクヒク丸出しSEXで失禁イキしまくるプリ尻ビッチちゃん（3月7日、DEEP'S）
- 「この部屋なんか股間がムズムズしてくる…」 ボクの恥ずかしい汚部屋に興奮を覚えた近所の女の子とその友達に芋づる式中出し!（3月14日、Hunter）
- デカ尻アスリート女子限定! 固定ディルド当てゲーム 利き竿イッポン勝負! 見事当てたら賞金100万円! 外せばその場でデカチン即ハメ! ディルドでイッた直後の敏感マ●コは孕ませ中出しも拒めないのか!?（3月21日、はじめ企画）
- トビジオっ!NEWS お正月新春あけおめSP特番 本番中、ずっと潮吹きっぱなし・失禁しても平然と原稿を読み上げる女子アナ（3月23日、SODクリエイト）
- ミニスカJ○痴漢 5  短いスカートをめくってバックから犯りまくれ!（3月23日、ナチュラルハイ）
- リモート授業のせいで、不良女子○生の溜まり場になったボクの部屋。 暇潰しにアナルを死ぬほど掘られて前立腺ビックビクッ大痙攣メスイキ 花狩まい 百瀬あすか（4月4日、ワンズファクトリー）
- 押しに弱い制服女子を必ず乳首イキさせる制服マニア整体師の乳首こねくりマッサージを隠し撮り（4月4日、変態紳士倶楽部）
- 可愛い顔してエロ乳首の美少女! 花狩まい 8時間BEST 16本番22コーナー（4月4日、MOODYZ）※単体ベスト
- 舐めレズ もなみ鈴 & 花狩まい（4月6日、RADIX）
- 羞恥! 新任女教師が学習教材にされる男子校の性教育生徒の目の前で無遠慮な指が膣に挿入される! プライドは崩壊するが、子宮の奥から愛液があふれ出る 11（4月6日、サディスティックヴィレッジ）
- 7時限目の放課後催眠調教 催眠にかかったふりをして求愛を迫り担任の先生を翻弄して中出しさせる小悪魔生徒 花狩まい（4月18日、本中）
- 映像研の文学女子に甘サド誘惑されて囁き沼に溺れ全てを搾り尽くされる記録 花狩まい（4月20日、BOTAN）
- 義妹が連れてきた友達が僕のことを好きになっちゃって… 嫉妬した小悪魔義妹と甘々天使な友達のWツン & デレ囁きバイノーラル 一日中、脳もチ●ポも混乱する真逆淫語で焦らされ中出しさせられた僕 花狩まい 沙月恵奈（4月25日、本中）
- びちゃびちゃ失禁ガールズバーおしっこ飲ませW聖水痴女 花狩まい 栄川乃亜（5月2日、MOODYZ）
- 睡眠営業研修 3 ～営業部女性社員4名・昏○中出し姦記録～（5月4日、素人39）
- ヤクザに監禁され、キメセク乱交に堕ちていく華奢な彼女を信じて見守るしかない一週間。 花狩まい（5月9日、ダスッ!）
- 酔った同僚連れ去り勝手にAV撮影 01（5月9日、S級素人）
- 彼氏がいるけど仲良しな友達同士の男女が密着オイルエステぬるぬる素股体験!? 彼有り女友達とドキドキのオイルマッサージ… 高まる異性への意識 & 性欲ww おま●ことち●ぽをグチュグチュ擦り合わせる友達男女は理性を保てず欲望のままにヌルっと挿入してしまうのか!?（5月12日、赤面女子）
- 家を追い出され寂しそうに震えている隣の奥さんと密かにヤリ続けた日々…。 花狩まい（5月23日、マドンナ）
- 素人バラエティ 現役ナースが挑戦するザーメン搾精チャレンジ! 絶倫デカチンから手コキ しゃぶフェラ ナマ膣コキで精液を20ml絞り採れたら賞金100万円! 優しすぎる白衣の天使はナママンで中出しSEXまでしてしまうのか?（5月25日、サディスティックヴィレッジ）
- 羞恥 生徒同士が男女とも全裸献体になって実技指導を行う質の高い授業を実践する看護学校実習2023（5月25日、サディスティックヴィレッジ）
- マッチングアプリで出会った恋多き東京の素人娘 厳選した特に可愛い子と390分たっぷりSEX!（5月30日、ナンパJAPAN）
- 「乳首ばっか触ってバカみたいって言ってたの誰だっけ?」 挑発された仕返しに乳首こねくり回したら チクイキしすぎてお姉ちゃん壊れちゃった。 花狩まい（6月6日、kawaii*）
- ママの恩返し 事故からかばって両手骨折した僕のためにまいちゃんがママになってくれたよ! 花狩まい（6月6日、かぐや姫Pt/妄想族）
- 連れ子NTR 母の再婚相手…… 義父の巨根で突かれた嫁入り前の娘 花狩まい（6月13日、JET映像）
- 決めろ! バチボコハットトリック! マゾボール 花狩まい（6月20日、ドグマ）
- 実写でも! ヤラせてくれる先輩 FANZA同人ランキング日間1位週間1位月間1位シリーズ総販売数30万部超 花柳杏奈 花狩まい（6月20日、MOODYZ）
- 花狩まいBEST こんなキレイな人妻と不倫SEXしまくりコンプリート240分!!（6月20日、溜池ゴロー）※単体ベスト
- 素人なのにディルドオナニーで激しく感じちゃう一般人娘 11（6月20日、かぐや姫Pt/妄想族）
- 妹のマ○コに顔をうずめると気分が落ち着くので毎朝しています。桃色かぞくVOL.33 花狩まい（6月22日、SODクリエイト）
- 完全主観JOI 花狩まいのせんずり管理（6月22日、フェチ眼）
- 投稿実話 事件に巻き込まれた妻4 ～悪徳リフォーム会社の男たちに犯された妻～ 花狩まい（6月27日、ながえSTYLE）
- 素人娘の全裸図鑑 31 今時の女の子12名が恥らいながら脱衣していく様子をじっくり撮影した、変態紳士のためのヘアヌードコレクション（7月18日、かぐや姫Pt/妄想族）
- おマ●コとアナルがハッキリ見える 5  素人娘の超接写オナニー 11人（7月25日、かぐや姫Pt/妄想族）
- 可愛さ・エロさ 普通の子の頂点! 唯一無二の透明感美少女 花狩まい本中初ベスト8時間（7月25日、本中）※単体ベスト
- じゅるネチョ音とささやき淫語で耳からトロけるASMRメンズエステ 花狩まい（8月4日、ワープエンタテインメント）
- 預かった姪のJ系のエッッッチすぎるプリ尻に我慢できず連発中出し! 花狩まい（8月8日、かぐや姫Pt/妄想族）
- 目覚める性癖 ～少女の隠れたM男強制飲尿性癖～ 花狩まい（8月15日、犬/妄想族）
- 真夜中に彼氏とケンカして部屋着姿で飛び出してきたずっと片想いしてた親友の彼女がボクのアパートに… 花狩まい（8月22日、Million）
- マスク女子の卑猥なフェラチオ素人娘 4 11人（8月22日、かぐや姫Pt/妄想族）
- マジックミラー号 ハードボイルド 卒業式直後! 就職するJ○に実施する入社前健康診断! 青空の下、発育中の乳房やピンク乳首を弄られ極太器具でキツマンを拡張された初心娘の膣は羞恥心に反して純情愛汁垂れ流し! 覚えたてのエッチも拒めず6人全員中出ししちゃうなんて!（8月24日、サディスティックヴィレッジ）
- 愛液出まくり! 女子○生のイキ過ぎピストンディルドオナニー 2（9月1日、OFFICE K’S）
- 「射精しすぎるとバカになっちゃうんだって♪」 ネットのクソ記事を真に受けたアホ可愛い幼馴染が、次のテストで俺に勝つためにしゃぶってパコって何度も何度も射精させまくってくる 花狩まい（9月12日、アリスJAPAN）
- 何回だって何十回だって、貴女と抱きしめ合って手を繋いでキスをしたい。 黒川すみれ 花狩まい（9月12日、ダスッ!）
- バイト先の地味メガネ後輩がギャップありまくりの絶倫痴女モンスターで何度も何度もイカされ続けレズ沼堕ちした私 朝日奈かれん 花狩まい（9月12日、ビビアン）
- ごっくん大好き花狩さんのフェラチオ見張り番をさせられているボク 花狩まい（9月19日、MOODYZ）
- 中出し小便少女に堕とされて… 親友の彼女がこっそりオナクラで働いていたので、僕が代わりにNG無し!無制限中出しOKの小便ぶっかけ種付けソープ嬢に堕としてヤッた。 花狩まい（9月19日、本中）
- 素人娘の全裸図鑑 32  今時の女の子12名が恥らいながら脱衣していく様子をじっくり撮影した、変態紳士のためのヘアヌードコレクション（9月19日、かぐや姫Pt/妄想族）
- 突然の大雨による運休でズブ濡れ姿の姪っ子がボクの部屋にやってきた…女として意識した事なかったのに貸してあげたワイシャツの隙間から無防備に覗かせるオッパイやパンツがチラついて理性崩壊!! 無自覚アピールしてくる誘惑に葛藤の末に負けてしまった最低なボク。（9月26日、SCOOP）
- ボク以外の人と結婚することになった幼馴染と最初で最後のセックス。（9月26日、Hunter）
- 超イケてる部活女子たちと入れ喰い数珠繋ぎFUCK状態! 男は学校にボク1人しかいないからモテてます! 部室でサボってるだけでラクロス部、陸上部、テニス部、水泳部、バレー部の女子部員たちが次から次へとやってきて即FUCKを求めてくるんです! 最高です!!（9月26日、Hunter）
- 【素人個撮】どこでもフェラチオ 6 激レア美少女10名（9月26日、S級素人）
- 責めた経験がない受け身のうぶ女子校生がM男に触発されドS痴女化! 何度イッても飽き足らずM男を焦らして何度も強制精子搾取!（10月12日、アイエナジー）
- 「マジ天使!?」 骨折してオナニーできない僕のチ●コは我慢の限界! それを見かねた美人ナースは使命感に駆られたのか優しく手を添えてくれ… 11（10月20日、DOC）
- ノーハンドフェラは奴隷の証! 9 手を使わずにフェラチオする11人の素人娘（10月24日、かぐや姫Pt/妄想族）
- ぅあぁぁ…出ちゃう! 暴発寸前の鳥肌モンの恍惚感のまま60分間射精我慢 & 勃起キープを強要される寸止めコントロール 花狩まい（11月3日、ワープエンタテインメント）
- お仕事中すみません! 美脚で美髪で良い香りがする美容部員さんを休憩中にナンパして路上車内で痴漢ごっこでストレス発散! ハメズボSEXで潮吹きまくり!（11月9日、サディスティックヴィレッジ）
- 「私のこともエッチな目で見て欲しい」 男友達みたいなボーイッシュ女子たちとのシェアハウス生活が一変! 性欲カミングアウトハーレム乱交に!（11月14日、Hunter）
- 「妊娠したくないだろ? 早く吸い出さないと」 姉妹にザーメン吸い取りクンニを教える義父。いつも好き勝手に中出しした後の処理は姉妹にさせています（11月14日、Hunter）
- 女生徒の逆恨みで奴隷にされた女教師 野外緊縛で恥さらしと輪姦の生贄に… 花狩まい（11月21日、グローリークエスト）
- どこでもおしっこ! 素人娘の大放尿33人 スロー再生でじっくり鑑賞できるマニア向け映像 8（11月21日、かぐや姫Pt/妄想族）
- はじめての真正中出しNTR 子宮に本物ザーメン12発 まい (妻)（11月23日、なまなま）
- 素人娘 初めてのオナホコキ（12月1日、OFFICE K’S）
- 「私の体液ぜ～んぶ飲み干して」 唾液・潮・聖水ぐっちょり痴女られる風俗マンション 花狩まい（12月5日、MOODYZ）
- メチャクチャ酔っぱらったヤリマン部下にホテルに連れこまれて無限射精玩具にされた絶倫アラフォー上司のボク 花狩まい もなみ鈴（12月12日、BALTAN）
- お尻を突き出しサイレントおねだり! ゲームに夢中でボクの話を無視するゲーマー妹。頭にきて妹のチクビを触ったけど無視! でも実は感じていたらしくバック挿入 & 中出し! チクビをいじってもコントローラーを離さなかった妹がボクのチ○コをおねだりするほど淫乱化!（12月12日、Hunter）
- ルームメイトはまさかの女子! 超カワイイし超無防備過ぎる! パンチラ、ブラチラ、乳首チラ! そんな女子とひとつ屋根の下なんて当然我慢出来ずフル勃起!（12月12日、Hunter）
- 媚薬のワナに堕ちた8名の女子生徒… 都内共学Ｎ校陸上部　強制わいせつ集団キメセク合宿 おしっこ盗撮・夜這いイラマ・16P大乱交（12月19日、MOODYZ）
- 放課後ドM性春倶楽部 教師と生徒のW奴隷調教生活 しおかわ雲丹 花狩まい（12月26日、AVS collector’s）

- 黒タイツハーレム学園 スベスベJ●美脚に挟まれ! 踏まれ! シゴかれ! 何度も射精したい! 花狩まい・倉本すみれ（1月2日、MOODYZ）
- 絶対手を出してはいけない受験生にした塾講師種付け性記録（1月15日、ロータス）
- W串刺し輪姦 ボクの彼女と親友が不良生徒達にハメ廻され、肉便器堕ち中出しレイプされてしまった…。 皆月ひかる 花狩まい（1月23日、MOODYZ）
- 男よりも才能・美貌溢れる最強W女雀士 アナル中出し凌辱輪姦 沙月恵奈 花狩まい（1月23日、PREMIUM）
- あまりにも勉強しないボクに両親が4人も家庭教師をつけてきた…! 全14射精・9発中出し! ASMR淫語オナサポ囁き天国!! 愛宝すず 花狩まい 倉本すみれ 月乃ルナ（1月23日、MOODYZ）
- アナルのシワの数までハッキリわかる! ノーモザイク連続絶頂アナル見せオナニー 22（1月25日、アイエナジー）
- 特捜救命部隊セルウォーリア 復讐に堕ちたセルレイヌ 花狩まい（1月26日、GIGA）
- 素人ヘアヌード大図鑑～夜勤明けの看護師さんの私服姿と白衣を脱いだ裸体編（2月27日、S級素人）
- 洗脳デリヘル光線銃 花狩まい 新村あかり（3月7日、ROCKET）
- おマ●コとアナルがハッキリ見える6 素人娘の超接写オナニー 12人（3月19日、かぐや姫Pt/妄想族）
- ちょっとツンが入ってるメガネっ娘マンガ家アシスタントと中出しえっちに明け暮れる 花狩まい（3月20日、YONAKA）
- セフレの隣妻41歳と手を組んで… 階下に住む美人シンママ26歳の使ってないオマ○コをみっちり舐め尽くし俺の巨根で飼い慣らす（3月20日、ナチュラルハイ）
- やってみたらチョロすぎた! 絶対ヤレる! 個撮モデル! オタク女子オフパコ術 ギャラハメ3連発278分（3月22日、MBM）
- ラブホ女子会に呼び出され朝までお泊り中出しさせられた僕 小悪魔女子二人に挟まれ甘サド淫語で痴女られる! 倉本すみれ 花狩まい（3月26日、痴女ヘブン）
- 濡れてテカってピッタリ密着 神競泳水着 花狩まい  可愛い女子の競泳水着姿をじっとりと堪能! 着替え盗撮から始まり貧乳から巨乳にパイパン、ハミ毛、ジョリワキ等のフェチ接写やローションソーププレイや競泳水着ぶっかけ等を完全着衣で楽しむAV（4月25日、親父の個撮）
- 前略四畳半の奥様 まいさん 34歳 ●素人四畳半生中出しシリーズ（5月9日、プラム）
- マジックミラー号ハードボイルドin浅草 東京で修学旅行を楽しむ田舎J〇と勝ったらその場でお土産10万円負けたら即ハメの野球拳勝負! キツキツウブマンにデカチン挿入目指して、ヨヨイのヨイ～♪（5月9日、サディスティックヴィレッジ）※配信版は4月19日先行リリース。
- 昔バカにしていた陰キャ女子と大学でまさかの再会! 有名ヤリマンギャルに豹変した地味子に立場逆転で痴女られ続けるレズビアンキャンパスライフ 五十嵐清華 花狩まい（5月14日、ビビアン）
- 温泉旅館で変態男女に襲われ声も出せずイカされた女は挟み撃ちの快感で理性も吹き飛び中出しも拒めない（5月23日、ナチュラルハイ）
- 健全なメンズエステでち〇ぽに飢えたドスケベ可愛いエステティシャンに当たりました! 積極的にSっ気と甘々感たっぷりに股間を責めてくるラッキー裏オプ施術! 薄いパンティ生地にグニグニと亀頭がメリ込みほぼ挿入状態! 大興奮のまま生中SEX突入!!（5月23日、.WorKs/FALENO TUBE）
- 【ASMRレズ主観】 あの日、生徒たちのレズ誘惑に負けて一度体を許してからというもの会えば何度も何度もイカされてしまう担任教師の私...。 ～ある有名進学女子校での出来事～ 渚みつき 花狩まい（5月28日、レズれ!）
- どこでもおしっこ! 素人娘の大放尿28人 スロー再生でじっくり鑑賞できるマニア向け映像 9（6月4日、かぐや姫Pt/妄想族）
- 【個撮】どこでもフェラ15 11人（6月18日、かぐや姫Pt/妄想族）
- えっ!! こんな場所で!? 素人娘のドキドキこっそりフェラチオ (2)（7月1日、OFFICE K’S）
- 常に密着囁きでドスケベ誘惑しまくり! 媚び媚び変態ど痴女女子社員 業務サボってやりまくり生中出し 01（7月9日、宇宙企画）
- カップル○襲催○ガスNTR記録映像集4組284分（7月11日、SODクリエイト）
- 『バレたらマズイ…でも誰か見つけて！※心の声』公然オナニーを繰り返す性欲モンスター女子にロックオンされてしまった僕は、降伏するまであの手この手で強引に勃起させられ続ける…（8月16日、DOC）
- 部屋に連れ込んだ素人との隠し撮りSEX そのままAV発売 Vol.3（8月16日、DOC）
- 花狩まい アナル解禁!（8月20日、MOODYZ）
- 「気弱な子と思ったのに…」挿れる前に射精したショボい変態オヤジを指いじり射精させる痴女子〇生（8月22日、DANDY）
- 秘書in…（脅迫スイートルーム） 花狩まい（9月6日、ドリームチケット）
- おめでとう花狩君… 君のケツ穴は我々の性処理専用ホールに選ばれました。 制服美少女アナル奴隷総選挙 2穴3穴同時挿入! 鬼畜極悪ぶっかけ中出しケツ穴FUCK12連発! 花狩まい（9月17日、エムズビデオグループ）
- 濃厚サービスがエグいメンエス嬢は店外デートの誘いも即OKのヤリマンビッチ! 温泉宿で3P本番をたくらんでいたら逆に金玉空っぽになるまで搾り取られちゃいました! 3名（9月20日、DOC）
- 人妻セーラー服 まいさん29歳（10月12日、MERCURY）
- 万引き スーパーの人妻たち ●メス堕ちしたミニロリ系人妻 ちはる (28) ●気弱でヤラレるがままの美乳妻 結衣 (27) ●剛毛マン毛のスレンダー巨尻妻 まい (25)（11月1日、プラム）
- もしも、キレイなお姉さんにエッチなシチュエーションで誘惑されてしまったら… vol.04（11月1日、DOC）
- イカセ狂い 制服姿のドM美女を拘束生中出しSEX 花狩まい（11月5日、MAX-A）
- 危険日直撃!! 子作りできるソープランド 55 花狩まい（11月7日、Mr.michiru）
- マジックミラー号 ハードボイルド 街中で客引き中の看板コンカフェ娘が乳首いじられっぱなしチクハラ接客に挑戦! 乳頭をこねくり回されて乳首痙攣イキ! 出禁エロ行為も断れないほど敏感になった不本意ぬるぬるオマ〇コはデカチン口説きで掟破りの生本番を受け入れてしまうのか?（11月7日、サディスティックヴィレッジ）
- W足裏ハーレム 酒池肉林（11月21日、RADIX）
- カメラの前でおしっこする女 5（11月26日、グローリークエスト）
- 女子校生新妻の子作り中出し性活 花狩まい（12月3日、MAX-A）

- あたシコ欲全開女子! オナペにしてるクラスメイトのエロ自撮りを発見してから僕は彼女のいいなりM奴隷 花狩まい（1月14日、BALTAN）
- 予約殺到! 満足度100%! 美少女フルオプコスプレデリバリー 花狩まい（2月5日、プラネットプラス/七狗留）
- 無垢 制服緊縛愛玩 ～SHIBARI～ 花狩まい（2月18日、無垢）
- 下校中レ×プ堕ち 鬼畜ピストンに耐え、震えた喘ぎ声をあげる気の毒な女子〇生たち。（2月25日、堅者の食卓/妄想族）
- パパに切られて高級マンション家賃も払えない港区女子を伝説の取り立てオジサンが家賃滞納分きっちり2穴中出しAV撮影 & 勝手に発売 花狩まい（4月1日、MOODYZ）
- 婚約者の父はかつての「パパ」でした… 花狩まい（4月1日、KSB企画/エマニエル）
- 1日中履き込んだムレムレの黒パンストで女上司たちに痴女られる美脚パラダイス（4月1日、OFFICE K’S）
- ドーピング検査で尿道を視姦されてオシッコ採取 逃れられない猥褻検査で心が折れた女子アスリートをハイエナレ●プ（4月1日、OFFICE K’S）
- やみつきハーレム顔面騎乗（4月15日、犬/妄想族）
- How to アナルセックス 観たら肛門FUCKしたくなるシコって学べる教科書AV 初級編 美波こづえ 花狩まい（4月29日、えむっ娘ラボ）

### アダルトVR
- 地面特化 俺よりイケメンの彼氏ができたから別れたいと言ってきた彼女に逆上種付けレ×プ（5月19日、本中）
- 僕の幼馴染は欲求不満の淫乱若妻 連続絶頂 × ビンカン体質 × 絶賛潮吹き不倫中 花狩まい（10月10日、KMPVR）
- いいなり新人デリヘル嬢 悪徳客によるトラウマ級の性感開発 覚醒した初出勤の夜 花狩まい（10月31日、KMPVR-bibi-）
- クラスのヤリマングループにいた隠れ処女! 校内でも有名なヤリマントリオに童貞がバレた! すると「ウチらが卒業させてあげるよ」とジャンケンで負けた1人がボクを大人にしてくれるという神展開!! …が、なんとヤリマンぶっていたのに実は処女!? あんなにボクに威圧的だったくせにそっちも処女かい!! 「でも約束は約束だから…」とお互い初めて同士の卒業式に成功!! ところが今度は残りの2人も実は処女だとこっそり告白してきた! 「あの2人にバレたくないから、私ともしてくれない?」と口もチ○ポも硬いボクを頼ってきた!!（11月24日、Hunter）
- こっそり幼馴染に見つめられ囁かれイケない濃厚学校内セックス まいちゃん（11月30日、unfinished）
- 究極の焦らし 永久快感 亀頭フェラ（12月28日、KMPVR）

- 口内からアナルの皺まで完全観察! 女体観察VR（3月28日、KMPVR）
- ボクを誘う元カノとボクを守る今カノに朝までオモチャのように悪ノリ痴女られSEX よくわからないうちにこれって最高のシチュエーションじゃん!! 王様ハーレム絶倫性交! さつき芽衣 花狩まい（4月22日、ワンズファクトリー）
- 友達の彼女に誘われて夜な夜なこっそり生中エッチ 花狩まい（7月1日、AQUA）
- 新人歓迎会のあと、終電逃したら神展開 童貞ハンターと噂のサークル女子先輩2人に可愛がられて交互にナマで喰べられた話。（※逆3P童貞も奪われました。）さつき芽衣 花狩まい（7月27日、本中）
- 顔抜きオナニー指示（8月5日、AQUA）
- ただひたすらに乳首責めVR（9月2日、AQUA）
- 幼馴染の無防備すぎるパンチラを盗撮したボクの末路 花狩まい（9月9日、AQUA）
- 父に売られた女子校生はポルチオ責めで精子と愛液が混じり合う子宮イキ性交 花狩まい（9月22日、KMPVR）
- ぴちぴちニットVR（10月22日、KMPVR）
- 着替え尻VR（10月23日、KMPVR）

- 気弱な彼女との初体験に心配でついてきた彼女の親友。（ヤリマンコンビ）おせっかいヤリマンの過保護すぎる初エッチ講座。（2月9日、Hunter）
- 「先生と一緒にきもちよくなりたい…」 僕の事が大好きな教え子に知らぬ間に薬を飲ませられ逆キメセクされた日 花狩まい（2月27日、SODクリエイト）
- 【ウェアラブルVR】 強制わいせつ路地裏輪姦レxプ 花狩まい（3月9日、SODクリエイト）
- クラスでも全く目立たない文学少女が地味エロかった…俺色に染めあげる放課後言いなり調教 花狩まい（5月11日、kawaii*）
- 朝から飲んでるニートの姉が受験生の僕へエールを送りながらエロ絡み 花狩まい（6月10日、KMPVR）
- 教え子の小悪魔J○に童貞を笑われながらイかされる 生唾ヌルヌルSEX 花狩まい（6月30日、KMPVR-彩-）
- 小悪魔妹のパンチラ誘惑（6月30日、TMA）

- 大嫌いな義父にヒワイな乳首をいじくられまくってイキまくってしまう… 一泊二日の同伴出張VR 花狩まい（2月9日、レゾレボVR）
- メスガキ女子校生二人に足蹴にされるパンストM性感 もなみ鈴 花狩まい（2月16日、AQUA）
- 僕を性的に誘惑してくる妹VR（5月31日、TMA）
- 気軽に話せる唯一の女友達が無防備な姿で寝ているのを見ていたら友情よりも性欲が勝ってしまい… 花狩まい（11月22日、AQUA）

- 誰からも相手にされないチー牛（僕）が催眠術を使ってクラスを乗っ取る! 馬鹿にしてきたカースト上位の女子クラスメイトと女教師の意識を操ってモテモテに! 学校で子供作り放題! 人生が一変する!! 大槻ひびき 尾崎えりか 花狩まい 胡桃さくら 海野いくら 幾野まち 加賀美まり（1月24日、KMPVR）
- 被・集団性的いじめ（4月21日、SODクリエイト）

### アダルト配信
- 《特典》【電車痴漢】★今年最大の問題作★初トレパンJK痴漢★スッピンそばかす女子の部活パンツを切り裂いて生挿入★トイレでガチ号泣（6月25日、ゆず故障）
- まい（7月26日、日払いちゃん）
- まいまい（7月29日、素人ホイホイZ）
- まい（8月9日、シロウト速報）
- 【初撮り】【天真爛漫美女】【秘められたM属性】アイドル顔負けのルックス × マゾ体質の高スペックJD降臨。緊張で目が泳いでいる姿から一転、快楽への施錠が解かれ化身していく艶女は.. ネットでAV応募→AV体験撮影 1607（8月12日、シロウトTV）
- まい（8月18日、イカセ素人）
- あやかちゃん (仮名)（8月20日、路地裏ぱんぱん）
- Mai（9月10日、ゾクゾクタイム）
- まいちゃん (zoct020)（9月10日、ゾクゾクタイム）
- まい（9月17日、俺の素人-Z-）
- 家まで送ってイイですか? case.184 宇佐美さん 25歳 【シリーズ最多4P乱交SP】SEXで死にたい! SEX無しでは生きられない! 1日5人 × 365日ヤリまくり美女! ⇒ 首絞め撃ピストンでイキ狂い憑依型モンスター ⇒「ちんこほしい! ちんこ!」 涙目懇願、デカチン3本、喉マ○コでえづきイキ⇒彼氏がいても浮気OK! 恋愛よりも“ヤリたい欲”優先! 成功率98.7%逆ナン方法! ⇒ 漫画デビュー?? SEX依存の自叙伝（9月17日、ドキュメンTV）
- まい（9月19日、素人ムクムク-夢中-）
- ゆき & みさお（9月26日、いんすた）
- かりんちゃん（9月28日、素人ホイホイ）
- まいちゃん（10月2日、素人ホイホイ）
- M.K（10月6日、素人ホイホイ）
- MAIMAI（10月7日、素人ホイホイ）
- マジ軟派、初撮。170 まい 22歳 不動産OL 清楚な休日OLさんをスタジオに連れ込みインタビュー! 謝礼を上乗せしていくと戸惑いつつも下着まで見せてくれちゃって… 敏感すぎるマ●コは指でも舌でもチ●ポでもイキまくり!!（10月9日、ナンパTV）
- まい先生 2（10月10日、ゾクゾクタイム）
- ギャルに憧れる素朴なJD 超敏感のヤリマンだった!（10月14日、E★ナンパDX）
- まゆ（11月17日、素人参加バラエティ）
- ひなこ & まい（11月19日、俺の素人-Z-）
- 【絵描き美女】【マジ純粋】まいちゃん参上! フリーイラストレーターがAV撮影に体験取材! 取材は身体を張ってなんぼでしょw【拘束プレイ】【喘ぎまくり】手首拘束のアブノーマルなプレイに最初か最後まで喘ぎっぱなし! 高速ピストンでスレンダーボディが乱れイキ狂う極限SEXを見逃すな!!（12月7日、ARA）
- 花狩さん（12月17日、俺の素人）
- 花狩（12月19日、素人盗撮倶楽部）

- まいち（1月9日、東京恋マチ女子）
- まいかちゃん（1月10日、新世代女子）
- まな（2月4日、素人参加バラエティ）
- まいまい (22)（2月10日、素人ホイホイZ）
- 【美尻を振りながら『早く挿入れてよ♪』 童顔ボーイッシュな性欲小悪魔】「飲んだらそういうこと(SEX)したくなるじゃん!」 お酒でムラムラ爆発! 同サーJDセフレとハメ撮りNight♪ 強気な性格だけど生チンには滅法弱い敏感マ○コに無容赦ピストンで絶頂不回避! 中出し上等 無計画に明るく元気にエンジョイ生パコ2連戦♪【しろうとハメ撮り＃まい＃女子大生】（2月23日、MOON FORCE）
- まい（3月11日、おっぱいちゃん）
- まい（3月12日、S-Cute）
- まい 2（3月18日、S-Cute）
- まい（3月30日、素人羞恥娘。）
- まい 2（4月1日、おっぱいちゃん）
- まいさん（4月11日、俺の素人-Z-）
- MAIMAI (22)（4月23日、素人ホイホイ StayHome）
- まい（4月26日、パコられ美少女）
- まいまい（5月15日、アイドリ）
- アスカちゃん & マイちゃん & スズちゃん & マチちゃん & ネンネちゃん & ユキノちゃん（6月10日、俺の素人-Z-）
- まお（6月15日、恋愛カノジョ）
- 学校に一人いるかいないかレベルの美少女をホ別5でお買い上げ! 可愛さとスレンダーを兼ね備えた大当たりJ系が来てくれたので、欲望のままにガン突き交尾してきました! まい（6月26日、しろうとまんまん）
- ようこ（7月21日、素人参加バラエティ）
- H101ちゃん & R101ちゃん（7月22日、蜃気楼）
- 卓球部J●4人組（8月1日、素人ペイペイ）
- 奈津美 & 芽衣（8月11日、素人参加バラエティ）
- 久美子 & こころ（8月11日、素人参加バラエティ）
- 映像研の文学女子に甘サド誘惑されて囁き沼に溺れ全てを搾り尽くされる記録 花狩まい（8月12日、BOTAN）
- M106ちゃん（8月26日、蜃気楼）
- まい 3（9月2日、おっぱいちゃん）
- れい & まい（10月27日、おっぱいちゃん）
- れい & まい 2（10月28日、おっぱいちゃん）
- みちる（10月29日、アシグモ）
- まいchan（12月6日、素人まっちんぐ）

- まいちゃん（2月3日、俺の素人-Z-）
- れいな（3月1日、E★ナンパDX）
- まいちゃん (homev051)（3月24日、ホームメイド）
- 悪夢ちゃんM014（4月14日、白昼夢）
- まい (oreco300)（5月1日、俺の素人-Z-）
- Hさん (spay230)（5月2日、素人ペイペイ）
- まい (hmdnc625)（7月8日、ハメドリネットワークSecondEdition）
- Hちゃん（8月25日、浮遊僧）
- まい (18) 陸上部【ツンデレ敏感ボーイッシュJ○】【上目遣いでキス懇願】【実は甘えん坊で自分からおねだりSEX】【小悪魔スマイルで中出し許可】【スケスケスク水に着替えて2回戦】【膣奥ガン突きされて絶頂&顔射】（9月7日、しろうとまんまん）
- まい (gerk528)（9月9日、ゲリラ）
- 女生徒 M・I（10月7日、素人ムクムク-夢中-）
- MAI (smus027)（10月12日、素人ムクムク-塩-）
- まい (esdx027)（12月1日、E★素人DX）

- 閉店直前のファミレスで受験勉強中の女子校生と2人きり… 向かいの席からチラ見してくる思春期真っ盛り受験生の誘惑サインにチャックを 下ろしてチン見せしたらまさかの生ハメできた!（1月16日、SOD素人）※2024年2月8日にDVD版発売。
- 狙われた現役女子大生家庭教師 被害者3名 犯行の手口はいずれも薬で眠らされた状況での強姦・中出し 被害者女性は名門大学の学生（1月30日、SOD素人）※2024年2月22日にDVD版発売。
- まいちゃん (oreh037)（3月1日、俺の素人-Z-）
- まい (uraj001)（3月14日、裏垢ちゃん）
- 【実はエロいクール系美少女】車を洗浄中のびしょ濡れ美女と服が乾くまでホテルでハメまくり!? 手マンで止まらぬ潮吹き! よだれたっぷりフェラが吸い付いて離れないw 一度のセックスじゃ満足できない! 事後休憩中でも迫っちゃう性欲つよつよガール!!【もしも。】【まい】（4月14日、街角シロウトナンパ）
- まい (hmdnc709)（4月27日、ハメドリネットワークSecondEdition）
- 「あっ! そこダメ!!」弱点の乳首を触るとマ●コがきゅんきゅん締まってイキまくる超敏感裏垢女子(19)と制服コスでハメ撮りおせっせ! まい（9月8日、黒船）
- 【メンエス隠し撮り】たっぷりオイルで鼠径部をジワジワ攻める美人セラピスト。悶え反り勃つおち●ぽに自ら裏オプ提示… 一度受けたら忘れられないぬるぬる両手コキ & 顔面騎乗位テク → 生ナカ本番に天国イキ間違いなし#担当:おはな（9月27日、ドキュメントdeハメハメ）
- まい (spes012)（9月28日、スーパーの人妻ちゃんねる）
- まい 2 (fan250)（12月21日、五反田マングース）
- まい (fan253)（12月24日、五反田マングース）
- まい 3 (fan257)（12月28日、五反田マングース）

- まい 4 (fan261)（1月1日、五反田マングース）
- まいちゃん (skho158)（1月27日、シロウト速報）
- まいさん (dots040)（2月9日、裏垢ドットえす）
- まい (smuk233)（2月28日、素人ムクムク）

### イメージビデオ
- 全裸体［maruhadaka］花狩まい（2022年6月28日、pistil）
- 「おはよ。」 花狩まい（2023年1月25日、grace）

### 写真集
- おはよ。 花狩まい写真集（2023年1月25日、ジーウォーク、撮影:太田清隆）ISBN 978-4-86717-531-6

### デジタル写真集
- みんなあつまれ MOODYZキャンペーン2022 Special Photo Book（2022年11月4日、FANZA BEAUTY COLLECTION）※AVメーカー「MOODYZ」出演女優32名の撮り下ろし写真を収録したデジタル写真集。
- 蜜会 あなた色 花狩まい（2022年11月24日、プランドール、撮影：合田好宏）
- 蜜会 下町で確変したまいちゃん 花狩まい（2022年11月24日、プランドール、撮影：合田好宏）
- れいむ 花狩まい vol.01～vol.04（2023年3月1日、ジーウォーク、撮影：太田清隆）
- 花狩まい  Hな勉強会（2023年5月15日、徳間書店、撮影：SATOSHI）
- LOVEPOP デラックス 花狩まい 001（2023年7月7日、ラビリンス）
- LOVEPOP デラックス 花狩まい 002（2023年9月22日、ラビリンス）
- LOVEPOP デラックス 花狩まい 003（2023年12月29日、ラビリンス）
- LOVEPOP デラックス 花狩まい 004（2024年2月23日、ラビリンス）
- LOVEPOP デラックス 花狩まい 005（2024年3月22日、ラビリンス）
- まるごと 花狩まい 100%（2024年12月27日、プレステージ出版）

### 漫画原作
- フェチ♂ × フェチ♀ 〜ふにふにほっぺとえっちなおてて〜（2024年8月11日、Caleido、原作：花狩まい、作画：大箕すず）※DMMブックス / FANZA先行配信。青年コミック版とアダルトコミック（R18）版の2種類あり。

## 出演・掲載

### テレビ
- リアル脱衣麻雀（2022年5月29日、刺激ストロングチャンネル）[25]

### 映画
- 大性獣 恥丘最大の絶頂（2022年6月3日、オーピー映画）

### 配信
- こんもりch（2022年5月-、アトムクリニック公式YouTube）- こんもりガールズ[26]
- ロンドンハーツABEMA特別編（2022年5月31日、ABEMA）アンケート協力[27]
- えなとーく（2024年10月11日、DMMオンラインサロン・エンタちゃん放送局）

### 雑誌
- 週刊プレイボーイ No.26 2021年6月28日号（集英社） - 「2021年上半期新人AV女優「キャッチフレーズ」選手権!!」
- 月刊FANZA 2021年8月号（ジーオーティー） - インタビュー「ど〜しても彼女の魅力を伝えたいインタビュー」
- 週刊アサヒ芸能  2022年10月13日号（徳間書店）- グラビア「ミニスカ蜜毛女子大生のエッチな特別講義 花狩まい」